# Вкус холодной стали
«Вкус холодной стали» (кит. 武林風雲) — гонконгский приключенческий боевик производства Shaw Brothers.

## Сюжет
Князь Уи посылает своего сына Лу Тянься забрать Фиолетовый Меч Света у сестёр Нань. Однако Уи не в состоянии выполнить задачу в одиночку, поэтому он нанимает бандитов — банду Пяти Тигров. Главный недостаток этого плана состоит в том, что наёмники сами не прочь завладеть мечом. Противостоят заговорщикам сёстры Нань и их двоюродный брат.

## В ролях
- Шу Пэйпэй — третья сестра Нань
- Чжан И[англ.] — Сюй Цзинь
- Эсси Линь[англ.] — вторая сестра Нань
- Чэнь Хунле[кит.] — Лу Тянься
- Ван Ся[кит.] — дядя Сюй
- Ю Цин — старшая сестра Нань
- Хуан Цзунсюнь — Свирепый Тигр
- Ку Фэн — Одноглазый Тигр
- У Ма[кит.] — Больной Тигр
- Хун Лау — Пьяный Тигр
- Саймон Чхёй[кит.] — Хромой Тигр
- Фан Мянь — доктор Го
- Ли Куань — А Ню
- Джеймс Тянь — даос Сыкун
- Ли Юньчжун — принц Уи

## Отзывы
Уилл Коуф с Silver Emulsion Film Reviews дал фильму среднюю оценку в 2,5 звезды из возможных 4, назвав картину «выше средней».